# Сосенка, Ондржей
Ондржей Сосенка (чеш. Ondřej Sosenka, род. 9 декабря 1975 в Праге, Чехословакия) — чешский профессиональный трековый и шоссейный велогонщик. Многократный чемпион Чехии в различных дисциплинах. Экс-рекордсмен мира в часовой гонке на треке.

## Биография
В 2001 году был снят с Велогонки Мира за превышение гематокрита.
В 2005 году команда Acqua & Sapone-Adria Mobil не получила приглашения на Джиро д’Италия и Тур де Франс. Для заполнения паузы Ондржей решил предпринять попытку установить рекорд мира в часовой гонке. 19 июля 2005 года на велотреке «Крылатское» в Москве карбоновом велосипеде производства компании Франческо Мозера побил державшийся с 2000 года рекорд Криса Бордмана, преодолев 49,7 километра.
В 2008 году результат анализа допинг-теста, взятого на национальном чемпионате, показал наличие метамфетамина. Спортсмен был отчислен из команды PSK Whirlpool-Author и принял решение завершить карьеру.

## Победы на треке
1993
- Чемпионат мира, юниоры — 2-е место в командной гонке преследования

2005
- Чемпион Чехии в индивидуальной гонке преследования

## Победы на шоссе
| 1993 - Чемпионат мира, юниоры — 3-е место в командной гонке на время 1997 - Тур Гессена — этап 3 1998 - Тур Богемии — этап 3 и генеральная классификация - Чемпионат Чехии — 3-е место в групповой гонке 1999 - Тур Богемии — этап 2 - Тур Словакии — генеральная классификация 2000 - Чемпион Чехии в индивидуальной гонке на время - Велогонка Мира — этап 10 - Тур Богемии — этап 3 и генеральная классификация 2001 - Чемпион Чехии в индивидуальной гонке на время - Тур пястовских городов — этап 3 - Тур Олимпийской Солидарности — этап 4b и генеральная классификация - Тур Богемии — этапы 1, 3, 4 и генеральная классификация - Тур Польши — этап 8 и генеральная классификация 2002 - Чемпионат Чехии - Чемпион в индивидуальной гонке на время - 3-е место в групповой гонке - Велогонка Мира — этапы 4, 10 и генеральная классификация - Тур Олимпийской Солидарности — этап 5 - Тур Богемии — этап 2 - Тур Польши — этапы 8 | 2003 - Чемпионат Чехии — 3-е место в индивидуальной гонке на время - Велогонка Мира — этап 4 - Тур Словакии — этапы 4, 5 и генеральная классификация 2004 - Чемпионат Чехии - Чемпион в групповой гонке - 2-е место в индивидуальной гонке на время - Тур Польши — этапы 4, 5 и генеральная классификация 2005 - Чемпион Чехии в индивидуальной гонке на время - Тур Бельгии — этап 3 - Классика Уника — пролог - Хроно Эрбье 2006 - Чемпион Чехии в индивидуальной гонке на время - Дуо Норман (c Радеком Блахудом) |

## Статистика выступлений наГранд Турах
| Гранд Тур | 2004 |
| --------- | ---- |
| Джиро     | сход |
| Тур       | -    |
| Вуэльта   | -    |